# Liste der portugiesischen Botschafter in Dominica
Die Liste der portugiesischen Botschafter in Dominica listet die Botschafter der Republik Portugal in Dominica auf.
Im Jahr 1998 akkreditierte sich der erste portugiesische Botschafter in Dominica, Portugals Vertreter mit Amtssitz in der kolumbianischen Hauptstadt Bogotá. Eine eigene Botschaft in der dominicanischen Hauptstadt Roseau eröffnete Portugal danach nicht, das Land gehört weiterhin zum Amtsbezirk des portugiesischen Botschafters in Kolumbien, der dazu in Dominica zweitakkreditiert wird (Stand 2019).

## Missionschefs
| Name                                       | Bild     | Amtszeit  | Anmerkungen                                                                |
| Dominica                                   | Dominica | Dominica  | Dominica                                                                   |
| ------------------------------------------ | -------- | --------- | -------------------------------------------------------------------------- |
| Augusto Martins Gonçalves Pedro            |          | ab 1998   | Botschafter mit Amtssitz Bogotá, am 26. Januar 1998 in Roseau akkreditiert |
| António Augusto Jorge Mendes               |          | ab 2001   | Botschafter mit Amtssitz Bogotá                                            |
| Augusto José Pestana Peixoto               |          | ab 2006   | Botschafter mit Amtssitz Bogotá                                            |
| João Manuel Ribeiro de Almeida             |          | ab 2013   | Botschafter mit Amtssitz Bogotá                                            |
| Maria Gabriela Vieira Soares de Albergaria |          | seit 2018 | Botschafterin mit Amtssitz Bogotá                                          |